# Greg Mahle
Pour les articles homonymes, voir Mahle (homonymie).
Gregory Norman Mahle (né le 17 avril 1993 à Los Alamitos, Californie, États-Unis) est un lanceur de relève gaucher de la Ligue majeure de baseball.

## Carrière
Joueur des Gauchos de l'université de Californie à Santa Barbara, Greg Mahle est choisi par les Angels de Los Angeles au 15e tour de sélection du repêchage de 2014.
Mahle fait ses débuts dans le baseball majeur avec les Angels le 13 avril 2016. En 24 matchs joués et 18 manches et un tiers lancées à sa première année dans les majeures, sa moyenne de points mérités s'élève à 5,40.

## Vie personnelle
Greg Mahle est le frère du joueur de baseball Tyler Mahle.